# 무시 프로덕션

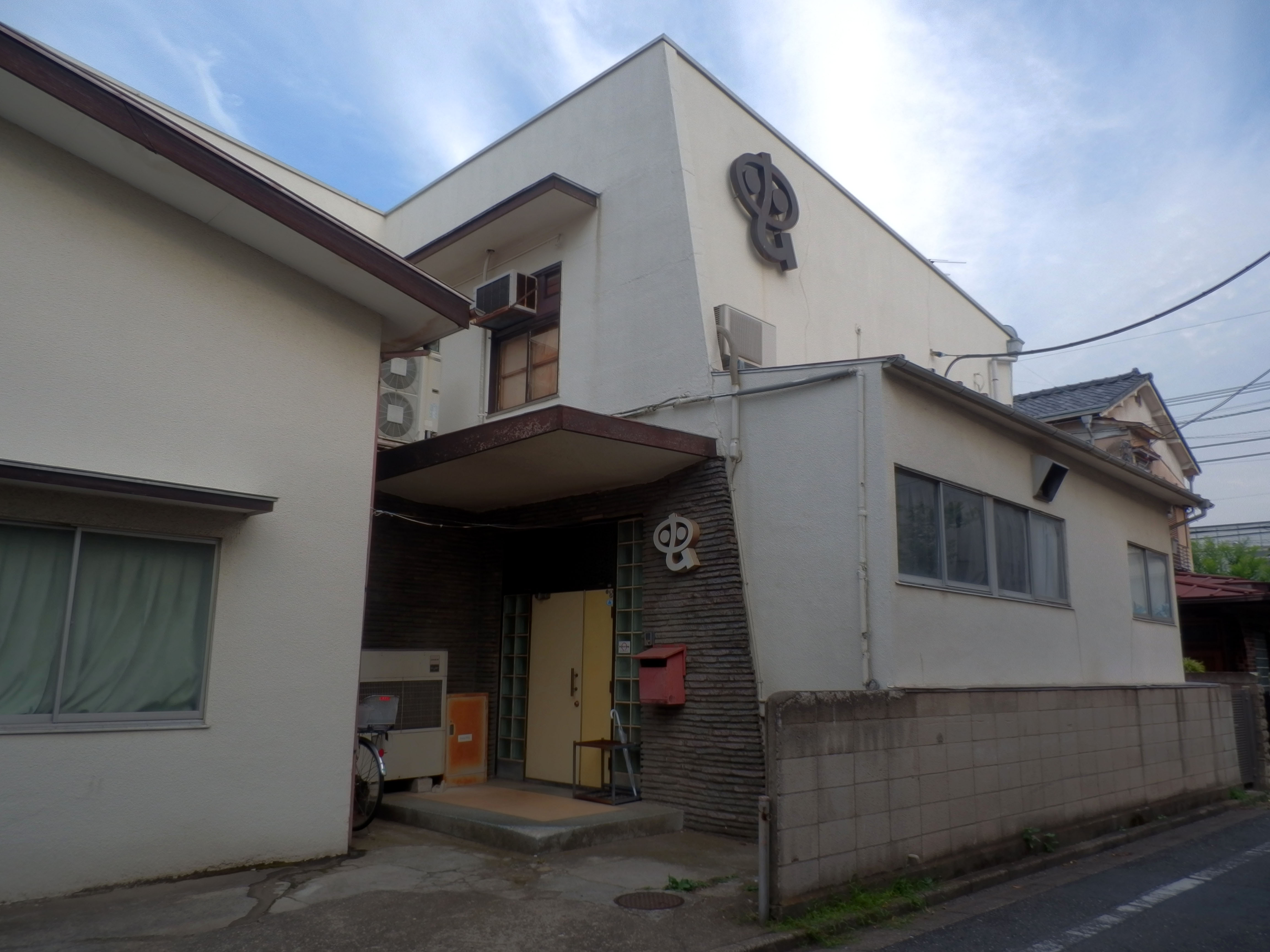

무시 프로덕션(일본어: 虫プロダクション 무시프로다쿠숀[*])은 일본의 애니메이션 제작 회사이다.